# Amaurospiza concolor
El semillero azul  (Amaurospiza concolor), también denominado semillero azulado o espiguero azul, es una especie de ave paseriforme de la familia Cardinalidae, perteneciente al género Amaurospiza,  anteriormente incluido en la familia Emberizidae. Es nativo de México y América Central.

## Distribución y hábitat
Se distribuye de forma fragmentada desde el suroeste de México, por Guatemala, Belice, Honduras, El Salvador, Nicaragua, Costa Rica, hasta el oeste y centro de Panamá.
Esta especie es considerada rara, local y difícil de ser vista en sus hábitats naturales: los claros y los bordes de selvas húmedas y crecimientos secundarios, casi siempre asociada a bambuzales de cuyos brotes se alimenta. En altitudes entre 1000 y 2000 m.

## Descripción
Mide en promedio 12,5 cm de longitud. El plumaje del macho es azul opaco, mientras que el de la hembra es pardo opaco, más claro en las partes ventrales.
Construye un nido burdo en las horquetas de los árboles. No se sabe mucho de su biología, pues es una especie de distribución muy localizada y rara. 

## Sistemática

### Descripción original
La especie A. concolor fue descrita por primera vez por el ornitólogo alemán Jean Cabanis en 1861 bajo el mismo nombre científico; su localidad tipo es: «Costa Rica ; restringido para Miravalles, Costa Rica».

### Etimología
El nombre genérico femenino «Amaurospiza» se compone de las palabras del griego «amauros» que significa ‘oscuro’  y «σπιζα spiza» que es el nombre común del pinzón vulgar; y el nombre de la especie «concolor», en latín significa ‘uniforme’, ‘similar en color’, ‘liso’.

### Taxonomía
La especie Amaurospiza aequatorialis fue tradicionalmente tratada como una subespecie de la presente, pero fue separada como especie plena con base en diferencias genéticas y diferencias morfológicas y de vocalización menores pero significativas. La separación que había sido adoptada anteriormente por el Congreso Ornitológico Internacional (IOC) fue confirmada en la Propuesta 2023-C-7 Parte C al Comité de Clasificación de Norte y Mesoamérica (N&MACC); y a seguir adoptada por Clements checklist/eBird.
Las clasificaciones Aves del Mundo (HBW) y Birdlife International (BLI) adoptan una taxonomía completamente diferente, incluyen a la presente especie, A. aequatorialis y A. carrizalensis en A. moesta y tratan a la subespecie A. concolor relicta, del suroeste de México como una especie separada. Por lo tanto las tres especies unidas en A. moesta no tienen su estado de conservación evaluado.

### Subespecies
Según las clasificaciones del Congreso Ornitológico Internacional (IOC) y Clements Checklist/eBird se reconocen dos subespecies, con su correspondiente distribución geográfica:
- Amaurospiza concolor relicta (Griscom), 1934 – suroeste de México, en las montañas de Jalisco, Colima, Morelos, Puebla, Guerrero y Oaxaca.
- Amaurospiza concolor concolor Cabanis, 1861 – sur de México (Chiapas), Guatemala, Belice, Honduras, El Salvador, Nicaragua, Costa Rica, y oeste y centro de Panamá.